# Castellana (Pinell de Solsonès)
Castellana és una masia de Pinell de Solsonès (Solsonès) inclosa a l'Inventari del Patrimoni Arquitectònic de Catalunya. Es tenen referències de la masia des del segle xvi.

## Situació
Està situada a 689 m d'altitud. Es troba a la part occidental del terme municipal, a la capçalera de la rasa de Castellana, a llevant del serrat de l'Ascensió. Queda enlairada sobre els camps de conreu que s'estenen a banda i banda de la masia.
S'hi va des de la carretera asfaltada C-149a (de Solsona - els Colls - Sanaüja). A 18,5 km de Solsona i 10,4 de Sanaüja (41° 56′ 42″ N, 1° 20′ 46″ E / 41.945055°N,1.346144°E) es troba la pista, ben senyalitzada, que hi mena. La masia està a uns 400 metres.

## Descripció

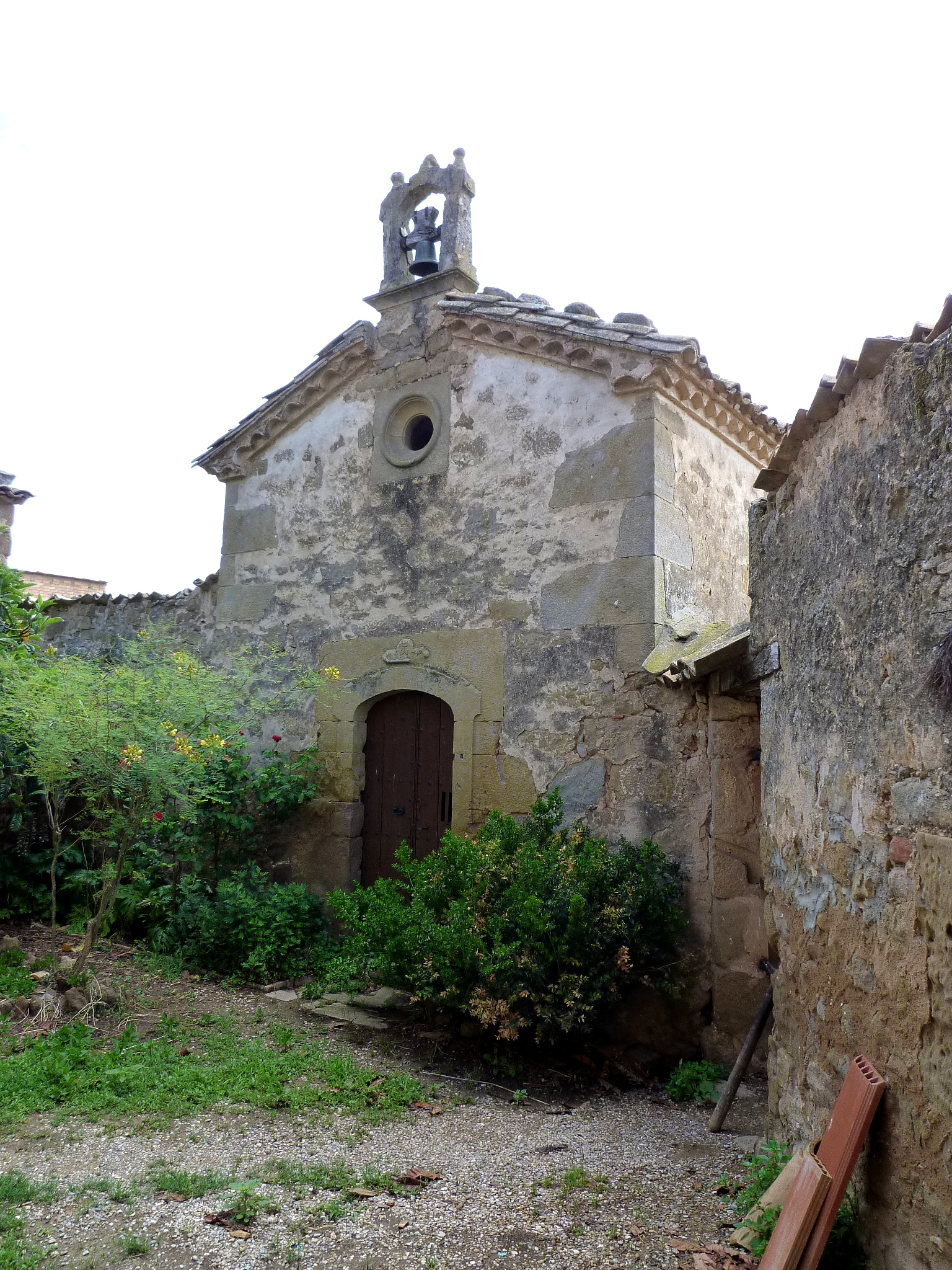
Capella

És un mas format per diferents edificacions que formen un pati interior tancat, accedint a aquest pati a través d'un portal i un porxo d'entrada. L'edifici principal té la porta d'entrada d'arc de mig punt rebaixat adovellat i la resta d'obertures són allindades. El parament és de pedra irregular sense devastar excepte la llinda i brancals de les obertures que són de grans carreus de pedra.
La capella (dedicada a Sant Josep) és de planta rectangular amb coberta a dues aigües i el carener perpendicular a la façana principal. La porta d'entrada és d'arc rebaixat amb una motllura llisa que l'emmarca, per sobre hi ha un òcul i la façana està rematada per un campanar d'espadanya d'un ull. El parament és de pedra irregular coberta amb arrebossat excepte les cantoneres que són grans carreus ben tallats i de pedra vista.
A l'interior de la capella es conserva una imatge procedent de l'ermita de l'Ascensió.
En una de les edificacions annexes hi ha dos cups de pedra, utilitzats antigament pel vi, de forma cilíndrica.